# تاريخ أستراليا منذ 1945

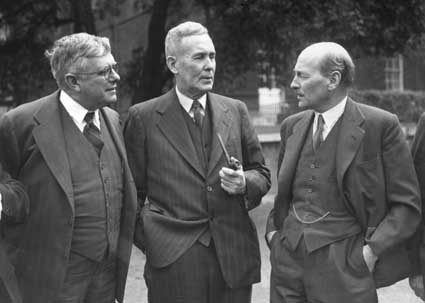
هيربرت فير إيفات (اليسار) وبين تشيفلي (في المنتصف) مع كليمنت أتلي (اليمين) في لندن عام 1946

تاريخ أستراليا منذ عام 1945 شهد تاريخ أستراليا منذ عام 1945 فترات طويلة من الازدهار الاقتصادي وإدخال برنامج هجرة موسع ومتعدد الجنسيات، وترافق الأمر بالابتعاد عن بريطانيا سياسيا وثقافيا وزيادة الميل لأمريكا وآسيا.

## نهاية الأربعينيات
تأسس الحزب الليبرالي الأسترالي عام 1944، وكان روبرت مينزيس قائده المؤسس، وسيسيطر الحزب في العقود الأولى لفترة مابعد الحرب. في تلخيص لرؤية مينزيس لحركة سياسية جديدة عام 1943 يقول:
«إن ما نبحث عنه -وهو أمر ذو أهمية عميقة لمجتمعنا- هو إحياء حقيقي للفكر الليبرالي الذي سيعمل في سبيل الأمن والعدالة الاجتماعية والقوة الوطنية والتقدم الوطني وفي سبيل التطوير الكامل للمواطن الفرد، وهذا ليس عن طريق الاشتراكية المملة وفاقدة الحيوية»
وفي نيسان عام 1945 أرسل رئيس الوزراء جون كورتن بعثة أسترالية ضمت النائب العام ووزير الشؤون الخارجية إتش. في. إيفات لمناقشة تشكيل الأمم المتحدة. أدت أستراليا دورا وسيطا بارزا في السنوات الأولى للأمم المتحدة، وقد نجحت في الإقناع بزيادة دور الأمم ذات التصنيف الأدنى والمتوسط والتزاما أكبر في حقوق التوظيف في ميثاق الأمم المتحدة؛ وقد انتخب إيفات رئيسا للدورة الثالثة للجمعية العامة للأمم المتحدة (أيلول 1948- أيار 1949).

عندما توفى رئيس الوزراء من حزب العمال جون كورتن في تموز 1945، شغل فرانك غوردي منصب رئيس الوزراء من 6 إلى 13 تموز، قبل أن ينتخب الحزب بين تشيفلي خلفا لكورتن؛ حيث ربح تشيفلي سائق عربة القطار السابق الانتخابات عام 1946. قدمت حكومته مشاريع وطنية ومنها برنامج الجبال الثلجية وبرنامج هجرة مدعوما، وتابع بالسياسات الاقتصادية المركزية، حيث جعل الكومنوولث مسؤولا عن جمع الضرائب، وسعى لتأميم المصارف الخاصة. وفي مؤتمر حزب العمال لويلز الجنوبية الجديدة في حزيران 1949، سعى تشيفلي لتعريف حركة العمال باعتبارها تملك:
«هدفا عظيما -شعار الضوء أعلى التلة - الذي نهدف للوصول إليه بالعمل على ماهو خير للبشرية...سيحقق حزب العمال شيئا أفضل للناس ومعايير عيش أفضل وسعادة أكبر لأكبر قدر من الناس».
مع تصاعد التوجه الاقتصادي المرتبك، وبعد محاولة تشيفلي تأميم المصارف وإضراب عمال الفحم الذي أقامه اتحاد عمال المناجم الذي يسيطر عليه الشيوعيون، خسر منصبه في الانتخابات الاتحادية عام 1949 لصالح الحزب الليبرالي الذي أسسه مينزيس حديثا بالتحالف مع الحزب الوطني الريفي.

## الهجرة والانتعاش بعد الحرب
أطلقت أستراليا بعد الحرب العالمية الثانية برنامج هجرة جماعية، وإيمانا أنه بالكاد تجنبت أستراليا الغزو الياباني، فينبغي على أستراليا أن «تزيد سكانها أو أن تهلك». وسيعلن رئيس الوزراء بين تشيفلي لاحقا قائلا: «نظر عدو قوي بنهم إلى أستراليا؛ قد يأتي مجددا مع برق المدافع غدا. يجب أن نزيد سكان أستراليا بأسرع مايمكن قبل أن يقرر غيرنا زيادة سكانها لنا». هاجر إلى أستراليا مئات الآلاف من المهجرين الأوربيين ومن بينهم أعداد كبيرة من اليهود لأول مرة؛ وخلال العشرين سنة الأولى بعد الحرب، هاجر أزيد من مليوني شخص من أوروبا إلى أستراليا.
منذ البداية كان المراد أن يكون الكم الأكبر من هؤلاء المهاجرين من الجزر البريطانية، وأن يحافظ برنامج الهجرة مابعد الحرب على السمة البريطانية للمجتمع الأسترالي. ورغم بقاء بريطانيا العظمى مصدرا رئيسيا للمهاجرين، فقد توسعت دائرة البلدان المصدر للمهاجرين لتشمل بلدان القارة الأوربية لتحقيق أهداف الهجرة الأسترالية الطموحة. ومنذ نهاية الأربعينات فصاعدا، تلقت أستراليا موجات رئيسية من بلدان كاليونان وإيطاليا ومالطا وألمانيا ويوغسلافيا وهولندا. سعت أستراليا لهؤلاء المهاجرين بنشاط وساعدت الحكومة العديد منهم وقد وجدوا عملا بفضل اقتصاد متوسع ومشاريع بنية تحتية رئيسية.
وقف الاقتصاد الأسترالي في تناقض حاد مع أوروبا التي دمرتها الحرب، ووجد المهاجرون الواصلون حديثا وظائف في قطاع التصنيع المزدهر وفي البرامج التي تدعمها الحكومة كبرنامج الجبال الثلجية.
تكونت مجموعة إنتاج الطاقة الكهربائية من المياه والري في جنوب شرق أستراليا من 16 سدا رئيسيا و7 محطات طاقة بنيت بين عامي 1949 و1974. وهي مازالت أكبر المشروعات الهندسية التي قامت بها أستراليا؛ وقد فرضت ضرورة توظيف 100 ألف شخص من مايزيد عن 30 بلدا، وهي ترمز بالنسبة للكثير من الناس إلى ميلاد أستراليا متعددة الثقافات.
وفي عام 1949 خسرت حكومة حزب العمال 1941-1949 (التي قادها بين تشيفلي بعد وفاة جون كورتن عام 1945) أمام حكومة تحالف الحزب الليبرالي والوطني الذي ترأسه مينزيس. سيطرت حكومة مينزيس والحزب الليبرالي الأسترالي سياسيا على معظم الفترة التي تلت الحرب مباشرة، ملحقا الهزيمة بحكومة تشيفلي عام 1949، في جزء منها بسبب طرح حزب العمال بتأميم المصارف وعقب زحف إضراب عمال الفحم المتأثرين بالحزب الشيوعي الأسترالي. أصبح منزيس صاحب أطول مدة كرئيس وزراء في البلاد حيث ربح الحزب الليبرالي بالتحالف مع الحزب الوطني الريفي في كل الانتخابات الاتحادية حتى عام 1972.
وفي الولايات المتحدة في أوائل الخمسينيات، أدت الادعاءات بالتأثير الشيوعي على المجتمع إلى ظهور توترات في السياسة. وهاجر اللاجئوون من شرق أوروبا التي يسيطر عليها الاتحاد السوفيتي إلى أستراليا، وحين توجههم إلى شمال أستراليا ربح ماو تسي تونج الحرب الأهلية الصينية عام 1949، وفي حزيران 1950 غزت كوريا الشمالية الشيوعية كوريا الجنوبية. استجابت حكومة مينزيس لطلب مجلس الأمن التابع للأمم المتحدة بقيادة أمريكية من أجل المساعدة العسكرية لكوريا الجنوبية وبعثت من قواتها من اليابان المحتلة لبدء انخراط أستراليا في الحرب الكورية. وبعد القتال حتى التوقف التام للعمليات، وقعت الأمم المتحدة وكوريا الشمالية اتفاق وقف لإطلاق النار في تموز عام 1953. شاركت القوات الأسترالية في معارك رئيسية كمعركة كابيونغ وماريانغ سان؛ وخدم مايقرب من 17 ألف جندي ووصلت الإصابات إلى أزيد من 1500 قتل منهم 339 شخصا.
وخلال مجرى الحرب الكورية حاولت حكومة مينزيس حظر الحزب الشيوعي الأسترالي، بداية عبر تشريع عام 1950 ولاحقا عبر استفتاء عام 1951. وفي حين فشلت المحاولتان، أدت أحداث أخرى كانشقاق المسؤول الصغير في السفارة السوفيتية فالديمير بيتروف إضافة إلى الشعور بتهديد وشيك كان أقرب لحكومة التحالف الليبرالي الوطني بقيادة مينزيس، ودفع حزب العمال الاقتصاديات المركزية وانقسم في مسألة المخاوف حول تأثير الحزب الشيوعي على حركة اتحاد التجارة، مما نتج عنه الانقسام الشديد وظهور الحزب المنشق «حزب العمال الديمقراطي»؛ بقي هذا الحزب قوة سياسية مؤثرة، وأحدث غالبا التوازن في القوة ضمن مجلس النواب، حتى عام 1974، ودعمت أولوياته الحزب الليبرالي والحزب الوطني. قاد إتش. في. إيفات حزب العمال بعد وفاة تشيفلي عام 1951، وتقاعد عام 1960، وخلفه في القيادة آرثر كالويل ونائبه الشاب غوف وايتلام.

## الستينيات والسبعينيات من القرن العشرين: «الموجة الأسترالية الجديدة»
منذ منتصف ستينيات القرن العشرين، بدأ ظهور دليل على إحساس جديد وأكثر استقلالية بالفخر الوطني والهوية في أستراليا. في أوائل ستينيات القرن العشرين، بدأ الصندوق الوطني الأسترالي في النشاط في الحفاظ على التراث الطبيعي والثقافي والتاريخي لأستراليا. بينما كان التلفزيون الأسترالي يعتمد دائمًا على الواردات الأمريكية والبريطانية، فقد شهد ظهور الأعمال الدرامية والكوميدية محلية الصنع، كما طورت برامج مثل جرائم القتل ولاء محلي قوي بينما أصبح سكيبي كنغر الشجرة ظاهرة عالمية. وصف رئيس الوزراء الليبرالي جون جورتون، وهو طيار مقاتل مصاب سابق، نفسه بأنه «أسترالي حتى أخمص القدمين» وأنشأت حكومة جورتون المجلس الأسترالي للفنون، ومؤسسة تطوير الأفلام الأسترالية ومدرسة التدريب الوطنية للسينما والتلفزيون.
غالبًا ما ترتبط أواخر ستينيات وأوائل سبعينيات القرن العشرين بازدهار الثقافة الأسترالية. حقق السكان الأصليون الأستراليون حقوقًا أكبر، وأُلغيت قيود الهجرة وقوانين الرقابة، وأُنشئت شركات المسرح والأوبرا في جميع أنحاء البلاد، وازدهرت موسيقى الروك الأسترالية. كانت جولة سبرينغبوك للرغبي عام 1971 مؤثرة في زيادة الوعي بظلم السكان الأصليين في أستراليا وأدت أيضًا إلى أن تصبح أستراليا أول دولة غربية تقطع العلاقات الرياضية مع جنوب أفريقيا. في خطوة مهمة ضد نظام الأبارتايد في جنوب إفريقيا، تظاهر العديد من الأستراليين (بما في ذلك الولبيين) ضد الجولات التي قام بها فريق جنوب إفريقيا المختار عنصريًا. قام قطب الإعلام الأسترالي كيري باكر بتغيير القيم الروحية التقليدية للعبة الكريكت في سبعينيات القرن العشرين، حيث اخترع سلسلة الكريكت العالمية التي تطورت منها العديد من جوانب الأشكال الدولية الحديثة المختلفة للعبة.
افتتحت دار أوبرا سيدني الشهيرة أخيرًا في عام 1973 بعد العديد من التأخيرات. وفي العام نفسه، أصبح باتريك وايت أول أسترالي يفوز بجائزة نوبل للآداب. بدأ التاريخ الأسترالي في الظهور في المناهج الدراسية بحلول السبعينيات، ومن أوائل السبعينيات بدأت السينما الأسترالية في إنتاج الموجة الأسترالية الجديدة من الأفلام الروائية القائمة على موضوعات أسترالية فريدة. بدأ تمويل الأفلام في ظل حكومة جورتون، لكن مؤسسة جنوب أستراليا السينمائية هي التي أخذت زمام المبادرة في دعم صناعة الأفلام ومن بين نجاحاتها العظيمة كانت الأفلام الأسترالية المثالية يبعد يوم الأحد كثيرًا (1974)، نزهة في هانجن روك (1975)، مورانت القاطع (1980)، غاليبولي (1981). تأسست هيئة التمويل الوطنية، لجنة الأفلام الأسترالية، في عام 1975.
كما حدثت تغييرات كبيرة في قوانين الرقابة الأسترالية بعد تعيين الوزير الليبرالي الجديد للجمارك والرسوم، دون شيب، في عام 1969. في عام 1968، حُظر كتاب الرسوم المتحركة لباري همفريز ونيكولاس جارلاند الذي يضم شخصية لاركين باري ماكنزي. ولكن بعد بضع سنوات فقط، أُنتج الكتاب كفيلم، جزئيًا بدعم من التمويل الحكومي. اقترحت آن بيندر أن شخصية باري ماكنزي احتفلت بالقومية الأسترالية وسخرت منها. يجادل المؤرخ ريتشارد وايت أيضًا بأنه «في حين أن العديد من المسرحيات والروايات والأفلام التي أُنتجت في السبعينيات كانت تنتقد بشدة جوانب الحياة الأسترالية، إلا أن القومية الجديدة استوعبتها ورحبت بها من أجل أستراليا».